# Electro-Dynamic Company
L'Electro-Dynamic Company est un ancien fabricant de moteurs électriques et de générateurs actif de 1880 à 2000, principalement en tant que filiale de la division de l'entreprise Electric Boat de General Dynamics et de ses prédécesseurs.

## Histoire
La société est fondée par l'inventeur William Woodnut Griscom en 1880. L'un des premiers clients importants pour les moteurs de bateaux électriques est l'Electric Launch Company, également connue sous le nom d'Elco. À la suite d'une faillite en 1892, le financier Isaac Rice renfloue Electro-Dynamic et en devient copropriétaire. Griscom meurt dans un accident de chasse en 1897.
Electro-Dynamic fabrique le moteur de propulsion principal pour USS Holland, le premier sous-marin moderne de la marine américaine, lancé en 1897. En 1899, Rice fonde Electric Boat et en fait des filiales Electro-Dynamic et Elco. Electro-Dynamic déménage de Philadelphie à Bayonne (New Jersey) à un moment donné avant 1964, avec une usine sur l'avenue A. En 1964, un incendie détruit cette usine et la société acquiert une installation à Avenel (New Jersey), anciennement occupée par Security Steel. Au XXe siècle, l'entreprise fabrique des moteurs électriques et des générateurs pour de nombreux sous-marins construits par Electric Boat ainsi que pour des navires de guerre et des bateaux civils construits par Elco. La société conserve cette fonction en tant que division de General Dynamics Corporation lorsque cette société est formée par une réorganisation d'Electric Boat en 1952. La société est dissoute en 2000 et ses fonctions transférées à l'installation principale d'Electric Boat à Groton, dans le Connecticut,.